# Фонд Блюзу
Фонд Блюзу (англ. The Blues Foundation) — американська некомерційна організація зі штаб-квартирою в Мемфісі, штат Теннессі, заснована 1980 року. Об'єднує близько 200 блюзових організацій в усьому світі. Фонд ставить на меті підтримку блюзової музики та збереження блюзової спадщини, дослідження та популяризація досягнень та історії цієї музики, підтримку виконавців та технічних спеціалістів блюзу.

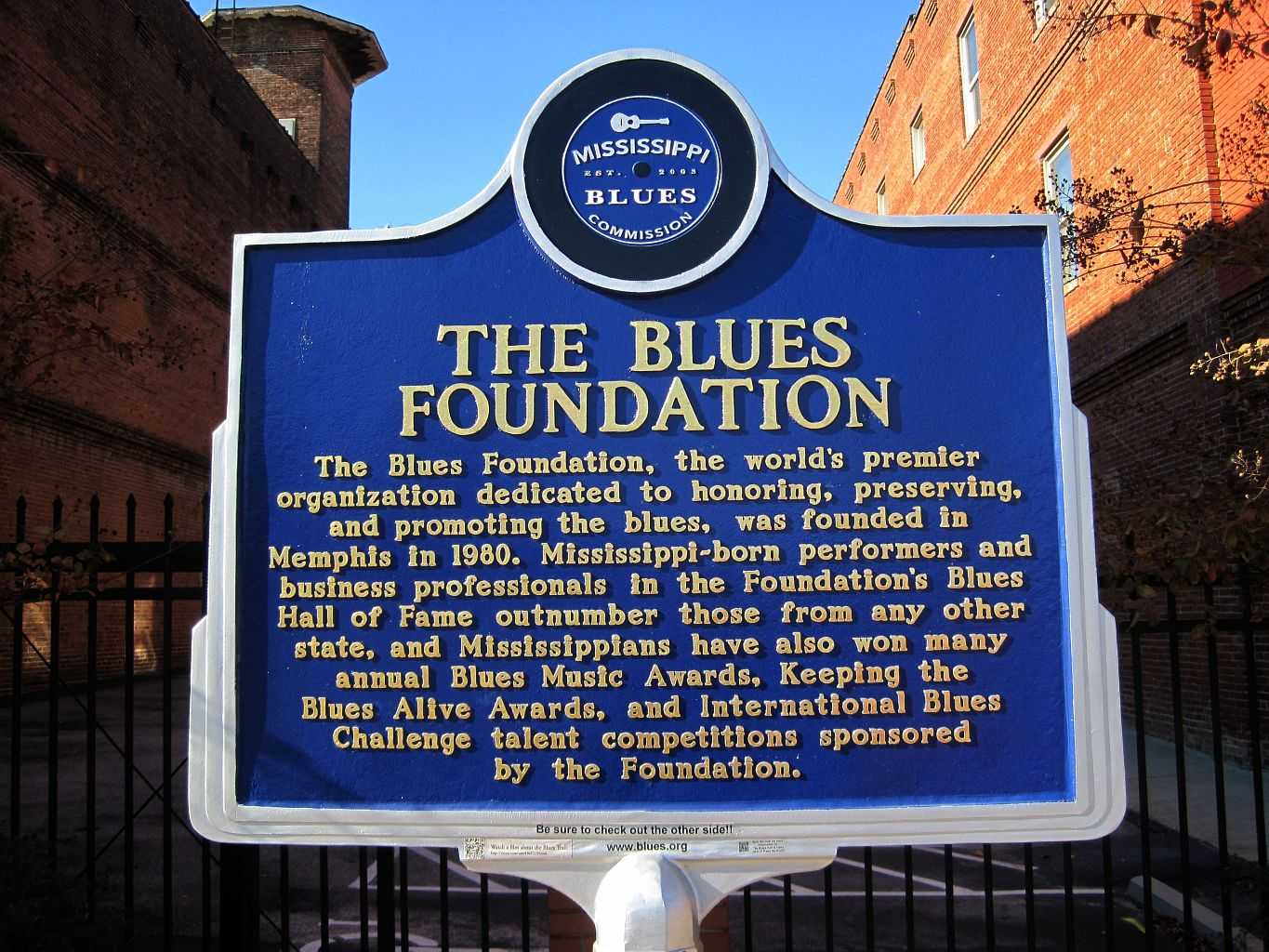
Фонд Блюзу

Фонд керується Міжнародною радою директорів з 23 осіб, що складається з 18 посад, обраних правлінням, та 5 представницьких посад, обраних серед кожної з ключових зацікавлених груп Фонду Блюзу: фанатів, професіоналів, творців, стипендіатів та філій Фонду Блюзу. Члени ради відповідають за стратегічне управління, фіскальний нагляд, пропаганду організацій, закупівлю та адміністрування фінансів. Фонд фінансується коштом членських внесків, приватних пожертв, корпоративного спонсорства, грантів приватних фондів, державних установ, мистецьких організацій.
Фондом започаткована щорічна музична премія імені Вільяма Генді за «визнання найкращих у блюзових виступах та записах». Згодом премію перейменували на Blues Music Award, її вважають найвищим вшануванням для блюзових музикантів і присуджують голосуванням членів Фонду. Нагородження відбувається на щорічній церемонії, яка збирає блюзових виконавців, представників індустрії та шанувальників з усього світу, і відзначає найкращих серед блюзових записів та виступів минулого року.
Фонд Блюзу є відповідальним за Залу слави блюзу, музичний конкурс International Blues Challenge та нагороду Keeping the Blues Alive Awards для не музикантів, чия діяльність сприяли збереженню блюзової традиції.
1995 року Фондом заснована Премія за досягнення впродовж життя (англ. Blues Foundation Lifetime Achievement Award) — спеціальна нагорода діячам, що впродовж свого життя зробили видатний внесок в галузі блюзу.
Підрозділом Фонду є фонд HART (Handy Artists Relief Trust) для блюзових музикантів та їхніх родин, що потребують фінансової допомоги у зв'язку з проблемами здоров’я.